# Artjom Fjodorov
Artjom Fjodorov (ur. 7 lutego 1985) – estoński bokser, złoty medalista Mistrzostw Bałtyku 2013 w Wilnie, mistrz Estonii z roku 2008, 2011, 2012 oraz wicemistrz Estonii w roku 2006, 2009, 2010, 2013.

## Kariera
W czerwcu 2011 reprezentował Estonię na Mistrzostwach Europy w Ankarze. W 1/16 finału kategorii średniej przegrał przed czasem z Finem Ville Hukkanenem, odpadając z rywalizacji. We wrześniu tego samego roku zdobył brązowy medal na Mistrzostwach Bałtyku w Wilnie. W półfinale kategorii średniej pokonał na punkty (3:0) Tomasa Pivoruna, a w finale pokonał Litwina Pauliusa Petronisa, wygrywając z nim na punkty (2:1).
12 października 2013 zadebiutował na zawodowym ringu. W czterorundowym pojedynku pokonał na punkty Łotysza Andrejsa Loginovsa, wygrywając wszystkie rundy na kartach sędziowskich.